# تورم در ایران

تغییرات نرخ تورم در ایران در سال‌های ۱۳۲۵ تا ۱۳۹۶ خورشیدی بر پایهٔ آمار رسمی بانک مرکزی جمهوری اسلامی ایران. محور افقی سال و محور عمودی میزان تورم آن سال را به درصد بیان می‌کند.

تورم و نرخ آن در ایران در طول دهه‌های گذشته، از نظر رسانه‌های گوناگون، نگران‌کننده و بالا گزارش شده است. به گزارش بی‌بی‌سی فارسی، اساسی‌ترین عامل ساختاری تورم در اقتصاد ایران، کسری بودجهٔ دولت این کشور است. به شکل سنتی، جبران کسری بودجهٔ دولت در اقتصاد ایران، با دست بردن دولت در جیب بانک مرکزی ایران، وام گرفتن از این بانک و چاپ اسکناس جبران می‌شود. این کار، پایهٔ پولی و نقدینگی را افزایش می‌دهد و در پایان، به تورم کمک می‌کند. افزایش ریسک فعالیت‌های سازنده و تولیدی اقتصادی، ضعف در مدیریت به‌ویژه در مدیریت ارز و کاهش ارزش پول از دیگر عوامل اثرگذار دانسته شده‌اند. همچنین تورم مزمن، به عنوان پدیده‌ای بلندمدّت در اقتصاد ایران شناخته می‌شود و بالا گرفتن نرخ تورم در سال‌های گذشته، به عنوان یکی از اساسی‌ترین مشکلات این کشور یاد شده است.

## تاریخچه

### جمهوری اسلامی ایران

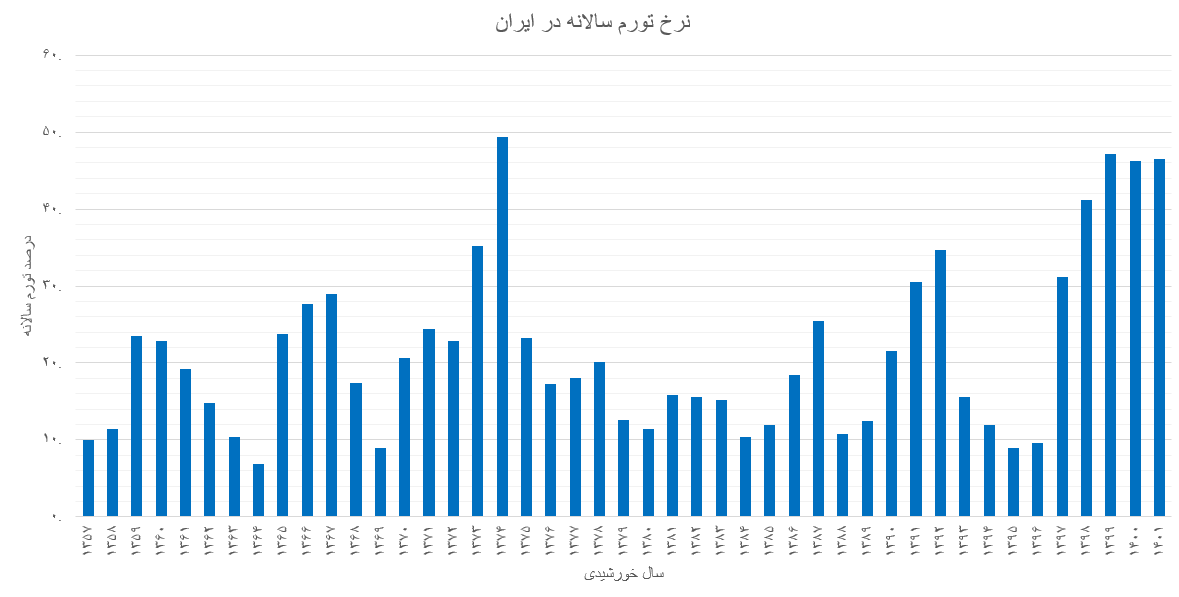
نرخ تورم سالانه در ایران

میانگین تورم بلندمدّت ایران در سال‌های ۱۳۳۹ تا ۱۴۰۰، ۱۶٪ است. با این حال، وضعیت تورمی ایران در دهه نود، وضعیتی متفاوت‌تر و شکننده‌تر نسبت به سال‌های گذشته بوده است. بر این اساس، بررسی تورم نقطه به نقطه و تورم میانگین ایران، در سال‌های ۱۳۹۱ تا دی‌ماه ۱۴۰۱، داده‌های مهمی را بازگو می‌کند. هر چند ایران در سال‌های ابتدایی دهه نود با تورمی بسیار بالا روبه‌رو بود، امّا در سال‌های ۱۳۹۲ تا ۱۳۹۶ یعنی در دورهٔ دولت حسن روحانی، اقتصاد ایران کاهش تورم و ثبات نسبی اقتصادی را تجربه کرد ولی در فروردین ۱۳۹۷ نقطهٔ چرخش وضعیت تورم در ایران رخ داد. این تاریخ با خروج ایالات متحده آمریکا از توافق هسته‌ای با ایران همزمان است. از این ماه به بعد، نرخ تورم نقطه به نقطه روندی صعودی پیدا می‌کند. پس از چند ماه روند نزولی، تورم نقطه به نقطه دوباره از سال ۱۴۰۱ نزدیک به صعودی و بالاتر از تورم میانگین قرار می‌گیرد.
به گزارش رادیو فردا در اردیبهشت‌ماه ۱۴۰۰، ایران دارای یکی از بالاترین نرخ‌های تورم در جهان است و تنها چند کشور دیگر بیش از این کشور، این چنین با افزایش قیمت‌ها روبه‌رو بوده‌اند. همچنین بر پایهٔ گزارش‌ها در این دوره، فشار اقتصادی در ایران به اندازه‌ای رسیده که کیفیت زندگی و خوراک ایرانیان، بسیار دچار تغییر شده است. کارشناسان هشدار می‌دهند در صورت ادامهٔ روند صعودی تورم در ایران، این کشور با خطر بروز ابرتورم مواجه شود. بر این اساس، تمامی شواهد حاکی از آن است که ایران با سرعت در حال حرکت به سوی ابرتورم است. پیش‌بینی تورم در شرایطی که چرخهٔ تورمی فعال شده باشد، امری محال است. بررسی داده‌های تورم سودان در سال ۲۰۲۰، لبنان در سال ۲۰۲۱، ونزوئلا در سال ۲۰۱۵، زیمبابوه در سال ۲۰۱۹، کنگو در سال ۱۹۹۱ و بلاروس در سال ۱۹۹۳ و سایر کشورهایی که ابرتورم را تجربه کرده‌اند، نشان می‌دهد که چرخهٔ ابرتورم چرخه‌ای فزاینده است و ظرف یک یا دو سال، تورم‌های بلندمدّت کمتر از ۲۰ درصد، ناگهان به بالای ۱۰۰ درصد افزایش می‌یابند.

## نرخ تورم پیش از انقلاب ۱۳۵۷
| سال  | میزان تورم | سال  | میزان تورم |
| ---- | ---------- | ---- | ---------- |
| ۱۳۱۶ | ۲۱٫۲       | ۱۳۳۷ | ۱٫۰        |
| ۱۳۱۷ | ۸٫۸        | ۱۳۳۸ | ۱۳٫۰       |
| ۱۳۱۸ | ۸٫۰        | ۱۳۳۹ | ۷٫۹        |
| ۱۳۱۹ | ۱۳٫۸       | ۱۳۴۰ | ۱٫۶        |
| ۱۳۲۰ | ۴۹٫۵       | ۱۳۴۱ | ۰٫۹        |
| ۱۳۲۱ | ۹۶٫۲       | ۱۳۴۲ | ۱٫۰        |
| ۱۳۲۲ | ۱۱۰٫۵      | ۱۳۴۳ | ۴٫۵        |
| ۱۳۲۳ | ۲٫۷        | ۱۳۴۴ | ۰٫۳        |
| ۱۳۲۴ | ۱۴٫۴       | ۱۳۴۵ | ۰٫۸        |
| ۱۳۲۵ | ۱۱٫۵       | ۱۳۴۶ | ۰٫۸        |
| ۱۳۲۶ | ۶٫۶        | ۱۳۴۷ | ۳٫۶        |
| ۱۳۲۷ | ۱۱٫۱       | ۱۳۴۸ | ۱٫۷        |
| ۱۳۲۸ | ۲٫۳        | ۱۳۴۹ | ۴٫۲        |
| ۱۳۲۹ | ۱۷٫۲       | ۱۳۵۰ | ۶٫۴        |
| ۱۳۳۰ | ۸٫۳        | ۱۳۵۱ | ۹٫۸        |
| ۱۳۳۱ | ۷٫۲        | ۱۳۵۲ | ۱۰         |
| ۱۳۳۲ | ۹٫۲        | ۱۳۵۳ | ۱۲٫۹       |
| ۱۳۳۳ | ۱۵٫۹       | ۱۳۵۴ | ۱۱٫۳       |
| ۱۳۳۴ | ۱٫۷        | ۱۳۵۵ | ۲۷٫۳       |
| ۱۳۳۵ | ۸٫۸        | ۱۳۵۶ | ۱۱٫۸       |
| ۱۳۳۶ | ۴٫۴        |      |            |

## نرخ تورم پس از انقلاب ۱۳۵۷
| سال  | تورم | سال  | تورم | سال  | تورم | سال  | تورم | سال  | تورم |
| ---- | ---- | ---- | ---- | ---- | ---- | ---- | ---- | ---- | ---- |
| ۱۳۵۷ | ۱۰   | ۱۳۶۶ | ۲۷٫۷ | ۱۳۷۵ | ۲۳٫۲ | ۱۳۸۴ | ۱۰٫۴ | ۱۳۹۳ | ۱۵٫۶ |
| ۱۳۵۸ | ۱۱٫۴ | ۱۳۶۷ | ۲۸٫۹ | ۱۳۷۶ | ۱۷٫۳ | ۱۳۸۵ | ۱۱٫۹ | ۱۳۹۴ | ۱۱٫۹ |
| ۱۳۵۹ | ۲۳٫۵ | ۱۳۶۸ | ۱۷٫۴ | ۱۳۷۷ | ۱۸٫۱ | ۱۳۸۶ | ۱۸٫۴ | ۱۳۹۵ | ۹    |
| ۱۳۶۰ | ۲۲٫۸ | ۱۳۶۹ | ۹    | ۱۳۷۸ | ۲۰٫۱ | ۱۳۸۷ | ۲۵٫۴ | ۱۳۹۶ | ۹٫۶  |
| ۱۳۶۱ | ۱۹٫۲ | ۱۳۷۰ | ۲۰٫۷ | ۱۳۷۹ | ۱۲٫۶ | ۱۳۸۸ | ۱۰٫۸ | ۱۳۹۷ | ۳۱٫۲ |
| ۱۳۶۲ | ۱۴٫۸ | ۱۳۷۱ | ۲۴٫۴ | ۱۳۸۰ | ۱۱٫۴ | ۱۳۸۹ | ۱۲٫۴ | ۱۳۹۸ | ۴۱٫۲ |
| ۱۳۶۳ | ۱۰٫۴ | ۱۳۷۲ | ۲۲٫۹ | ۱۳۸۱ | ۱۵٫۸ | ۱۳۹۰ | ۲۱٫۵ | ۱۳۹۹ | ۴۷٫۱ |
| ۱۳۶۴ | ۶٫۹  | ۱۳۷۳ | ۳۵٫۲ | ۱۳۸۲ | ۱۵٫۶ | ۱۳۹۱ | ۳۰٫۵ | ۱۴۰۰ | ۴۶٫۲ |
| ۱۳۶۵ | ۲۳٫۷ | ۱۳۷۴ | ۴۹٫۴ | ۱۳۸۳ | ۱۵٫۲ | ۱۳۹۲ | ۳۴٫۷ | ۱۴۰۱ | ۴۶٫۵ |

## تورم مواد غذایی در ایران
ایران در دهه گذشته با تورم شدید مواد غذایی مواجه بوده است که تحت تأثیر عوامل گوناگونی قرار دارد. این عوامل شامل چالش‌های کشاورزی و آب و هوایی، مسائل مهم در مدیریت آب و ناکارآمدی در زنجیره تأمین مواد غذایی است. یکی از عوامل مهم مشارکت سپاه پاسداران در اقتصاد، به‌ویژه در بخش کشاورزی و غذا است. نفوذ سپاه همراه با سوءمدیریت و فساد، تشدید مشکلات در منابع آب، با شیوه‌های کشاورزی و تولید مواد غذایی مرتبط بوده است.
بر اساس آخرین گزارش بانک جهانی از آوریل ۲۰۲۵، ایران از نظر تورم قیمت مواد غذایی در جایگاه دوم با نرخ تورم ۴۰٫۸ درصد قرار دارد.